# 白花山野豌豆
白花山野豌豆（学名：Vicia amoena f. albiflora）为豆科野豌豆属山野豌豆下的一个变型。